# 2013 في أنغولا
أحداث عام 2013 في  أنغولا. كان عدد سكان البلاد حوالي 19 مليون. 

## في السلطة
- الرئيس : خوسيه إدواردو دوس سانتوس
- نائب الرئيس : مانويل فيسنتي
- رئيس الجمعية الوطنية : فرناندو دا بيدادي دياس دوس سانتوس

## رياضة
- من 19 يوليو إلى 4 أغسطس - تنافست الدولة في بطولة العالم للألعاب المائية لعام 2013
- 10-18 أغسطس - شاركت البلاد في بطولة العالم لألعاب القوى لعام 2013
- 20-28 سبتمبر - استضافت البلاد كأس العالم لهوكي الرول للرجال 2013، في لواندا وناميبي (الآن موساميدس )